# Педубаст I
Педубаст I (Usermaatre Setepenamun Padibastet) е фараон от либийската Двадесет и трета династия на Древен Египет, управлявал в Горен Египет през Трети преходен период на Древен Египет. Среща се също като Петубастис или Педибастет – в превод дарен от Бастет, богинята-котка, почитана в Бубастис.
Педубаст I е съперник на Такелот II и синът му Осоркон III за контрола над Тива и Горен Египет. Между двете династични фракции се водила продължителна междуособна борба. Управлението на Педубаст I се отнася към ок. 829 – 804 г. пр.н.е. или 818 – 793 г. пр.н.е.
Манетон отбелязва Педубаст (Petubatês, Petubastis) като първи владетел на 23-та династия, но редица съвременни египтолози смятат Такелот II за фактическия основател на линията. Според различни преписи на Манетон, Педубаст е управлявал 40 или 25 години, като второто се приема от учените за по-достоверно. Педубаст I е засвидетелстван като фараон в Тива, западния оазис Дахла и други места в Горен и Среден Египет.

## Произход и управление
Произходът на Педубаст I не е известен, но се допуска негова предполагаема роднинска връзка с либийската 22-ра династия. Макар че липсват достатъчно сигурни доказателства, е възможно бащата на Педубаст I да е бил Харсиесе (A), синът на Шешонк II, обявил се за независим владетел в Горен Египет по времето на Такелот I.
Педубаст I вдига бунт и обявява своята независимост в Тива през 11-а година от възкачването на Такелот II (съответно 8-а година на Шешонк III в Долен Египет), както е отбелязано в Хрониката на принц Осоркон. Педубаст е съюзник с тиванския върховен жрец Харсиесе (B) против Такелот II. Още в същата година синът на Такелот II – принц Осоркон (B), прогонва от Тива Педубаст и Харсиесе и наказва техните привърженици. Осоркон става върховен жрец на Амон в Тива под върховенството на баща му, но през 15-а година на Такелот II, Педубаст I и Харсиесе (B) възвръщат контрола там, съдейки по надписите на нилометъра в Карнак, където фигурират 5-а, 7-а и 8-а година на Педубаст.
Педубаст I е признат за законен владетел от Шешонк III, фараонът в Долен Египет. Причините за това са неизвестни, навярно е бил сключен негласен съюз, макар Шешонк III официално не подкрепя и не воюва с нито една от страните в конфликта. През 24-та и 25-а година на Такелот II, неговият син Осоркон отново е засвидетелстван като върховен жрец в Тива вместо Харсиесе.
Последната известна година на Такелот II е 25-а, на която съответства 22-ра на Шешонк III и 15-а година на Педубаст I, когато той признава равенството на още един фараон в Тива – Иупут I, неизвестно дали родственик на Педубаст I, или приемник на Такелот II. На втората година от възкачването му Иупут I фигурира като съвместен владетел в Тива, заедно с Педубаст I, през неговата 16-а година. Възможно е тогава да е било сключено временно примирие между воюващите фракции.
Принц Осоркон (B) още веднъж губи властта в Тива през 18-а година на Педубаст I, който фигурира като фараон заедно с Харсиесе (B) като върховен жрец на Амон. Това продължава до 21-ва година на Педубаст I, когато Осоркон (B) отново е върховен жрец, но само за около две години. Педубаст I отново владее Тива през неговата 23-та и последна известна година, заедно с Такелот (E) като нов върховен жрец.
Наследник на Педубаст I е Шешонк VI, който управлява около шест години, преди да бъде победен и прогонен от Осоркон (B), бъдещият Осоркон III.